# Юрченко Єгор Артемович
Єгор Артемович Юрченко (3 лютого 1919, Поликовичі — 12 січня 1981, Київ) — офіцер ЗС СРСР, Герой Радянського Союзу, в роки радянсько-німецької війни полковий інженер 842-го стрілецького полку 240-ї стрілецької дивізії 38-ї армії Воронезького фронту.

## Біографія
Народився 3 лютого 1919 року в селі Поликовичах (тепер Могильовського району Могильовської області Білорусі) в селянській родині. Білорус. Освіта середня. Працював на цегельному заводі.
У 1938 році призваний до лав Червоної Армії Могильовським районним військовим комісаріатом. У 1941 році закінчив Борисовське військове інженерне училище. У боях радянсько-німецької війни з січня 1942 року. Воював на Воронезькому фронті. Член ВКП(б) з 1942 року.
Відзначився при форсуванні Дніпра в районі села Лютежа на північ від Києва. У ніч на 27 вересня 1943 року він вміло організував переправу на правий берег річки десантної групи, а в наступні дні — всього особового складу полку, артилерії, боєприпасів. Був поранений, але продовжував керувати переправою.
Указом Президії Верховної Ради СРСР від 29 жовтня 1943 року за мужність і героїзм, проявлені при форсуванні Дніпра і утриманні плацдарму капітану Єгору Артемовичу Юрченку присвоєно звання Героя Радянського Союзу з врученням ордена Леніна і медалі «Золота Зірка» (№ 1841).

Могила Єгора Юрченка

У 1945 році закінчив Московську вищу інженерно-мінну школу. З 1948 року полковник Є. А. Юрченко — в запасі. Працював інженером дорожньо-будівельного управління. Жив у Києві. Помер 12 січня 1981 року. Похований у Києві на Лук'янівському військовому кладовищі.

## Нагороди
Нагороджений орденом Леніна, орденом Вітчизняної війни 1-го ступеня, орденом Червоної Зірки, медалями.